# We Are Undone (singolo)
We Are Undone è il primo singolo estratto dell'omonimo album del gruppo Two Gallants, We Are Undone.

## Il singolo
Il singolo, estratto nel novembre dell'anno precedente a quello dell'uscita del disco, ebbe la funzione principale di annunciare l'uscita del nuovo lavoro del duo californiano.
La canzone, caratterizzata da un forte piglio hard rock e da un ritmo incalzante e aggressivo, tratta l'argomento del consumismo. A detta di Stephens, We Are Undone, è una canzone molto profonda che prova a trovare un senso al bisogno incessante dell'uomo di acquistare e consumare, senza tener conto delle conseguenze. Secondo il cantante, infatti, la canzone, non è altro che l'espressione del senso di colpa che pervade tutti.

## Video
Il lyric video, che inizia con alcune interferenze che accompagneranno il singolo per tutta la sua durata, riprende un uomo ballare a ritmo di musica su una spiaggia mentre, davanti a lui, si staglia l'immenso mare.

## Formazione
Gruppo
- Adam Stephens - voce, chitarra, armonica a bocca
- Tyson Vogel - cori, batteria

Produzione
- Karl Derfler - produzione
- Alexander Safdie - Editing